# Bryum mamilligerum
Bryum mamilligerum là một loài Rêu trong họ Bryaceae. Loài này được (Kindb.) Renauld & Cardot mô tả khoa học đầu tiên năm 1893.